# Psi Ursae Majoris
Psi Ursae Majoris (ψ UMa / ψ Ursae Majoris) ist ein Stern im Sternbild Großer Bär. Mit insgesamt 65,7 mas/Jahr gehört er zu den Sternen mit einer besonders großen Eigenbewegung.
In der traditionellen chinesischen Astronomie wurde der Stern „Ta Tsun“ genannt, was übersetzt „das Weinfass“ bedeutet. Wasat, ein Stern im Sternbild Zwillinge, trug ebenfalls diesen Namen.
Der orange Riesenstern gehört der Spektralklasse K1III an und besitzt eine scheinbare Helligkeit von +3,0 mag. Er ist ungefähr 145 Lichtjahre von der Erde entfernt.